# Risfransvingeslända
Risfransvingeslända (Valenzuela gynapterus) är en insektsart som först beskrevs av Tetens 1891.  Risfransvingeslända ingår i släktet Valenzuela, och familjen fransvingestövsländor. Arten är reproducerande i Sverige.